# 冕寧県
冕寧県（べんねい-けん、四川彝語: ꍿꆈꑤ）は中華人民共和国四川省涼山イ族自治州西南部に位置する県。西昌衛星発射センターがある。

## 行政区画
- 街道:高陽街道
- 鎮:漫水湾鎮、大橋鎮、復興鎮、瀘沽鎮、彝海鎮、石竜鎮、河辺鎮、錦屏鎮、里荘鎮、恵安鎮、宏模鎮、沢遠鎮、若水鎮、棉沙鎮、磨房溝鎮
- 郷:新興郷、健美郷
- 民族郷:和愛チベット族郷

## 交通

### 空港
- 西昌青山空港 （西昌市・安寧鎮）

### 鉄道
- 中国鉄路総公司
  - 中国鉄路昆明局集団公司
    - 成昆線（成都方面）- 新鉄村駅（中国語版） - 冕寧駅（中国語版） - 漫水湾駅（中国語版） -（昆明方面）

### 道路
- 高速道路
  - 京昆高速道路
- 国道
  -  G108国道
- 省道
  -  215省道

## 健康・医療・衛生
- 冕寧県人民医院